# Andy Bishop (voetballer)

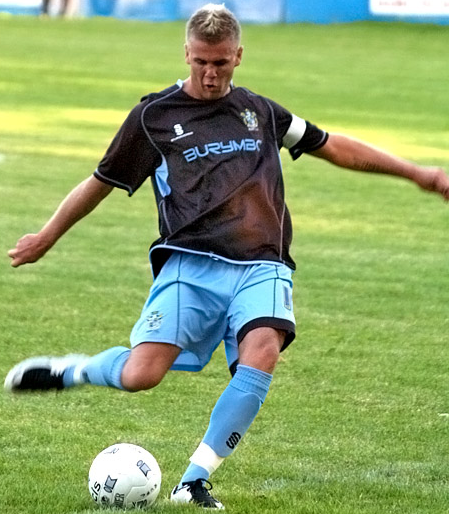

Andrew Jamie 'Andy' Bishop (Stone, 10 oktober 1982) is een Engels voetballer die bij voorkeur als aanvaller speelt. Hij verruilde in juli 2013 Bury voor Wrexham.
Voor hij in 2006 naar Bury FC kwam, speelde Bishop voor Walsall (2002-2003), Kidderminster Harriers (2003-2004), Rochdale, Yeovil Town en York City (2004-2006).
Bishop speelde meer dan 200 competitiewedstrijden voor Bury in de League One en League Two.